# مؤاب بن لوط
موآب (بالعبرية: מוֹאָב‏) هي شخصية في الكتاب المقدس العبري والعهد القديم ، وهو جد الموآبيين، وقد نُسبَت تسمية الموريسكيون أو الموريشيون لهم، بحسب رأي المؤرخين.

## الخلفية
بحسب سفر التكوين (تك 19، 30-38)، فإن موآب هو ابن لوط وهو ثمرة زنا المحارم. حيث إن بنات لوط الناجيات من سدوم التي دمرها الغضب الإلهي، قد كانوا يُسكرن أباهن وينامون معهن لضمان النسل. ولدت الابنة الكبرى موآب، والصغرى بنعمي . كان لوط أبًا وجدًا في نفس الوقت للطفلين اللذين أصبحا أجدادًا لشعوب بأكملها :فصار موآب جد الموآبيين (المريشيون)، وبنعمي جد العمونيين.

## الملاحظات والمراجع
- هذه المقالة مترجمة جزئيا أو كليا من مقالة  ويكيبيديا الألمانية معنونة (بالألمانية)

```
«
Moab (Altes Testament)
» 
(طالع 
قائمة المشاركين في التحرير
)
```

1. ↑  Universalis, Encyclopædia (29 Jan 2025). "MOAB". Encyclopædia Universalis (بfr-FR). Archived from the original on 2024-12-10. Retrieved 2025-02-15.{{استشهاد ويب}}:  صيانة الاستشهاد: لغة غير مدعومة (link)